# تومي بيرسون (منافس ألعاب قوى)
تومي بيرسون (بالسويدية: Tommy Persson)‏ هو منافس ألعاب قوى سويدي، ولد في 23 ديسمبر 1954 في Östra Grevie ‏ في السويد.

## وصلات خارجية
- تومي بيرسون على موقع الاتحاد الدولي لألعاب القوى (الإنجليزية)
- تومي بيرسون على موقع أوليمبيديا (الإنجليزية)
- تومي بيرسون على موقع اللجنة الأولمبية السويدية (السويدية)